# Michalów (gromada)
Michalów – dawna gromada, czyli najmniejsza jednostka podziału terytorialnego Polskiej Rzeczypospolitej Ludowej w latach 1954–1972.
Gromady, z gromadzkimi radami narodowymi (GRN) jako organami władzy najniższego stopnia na wsi, funkcjonowały od reformy reorganizującej administrację wiejską przeprowadzonej jesienią 1954 do momentu ich zniesienia z dniem 1 stycznia 1973, tym samym wypierając organizację gminną w latach 1954–1972.
Gromadę Michalów z siedzibą GRN w Michalowie utworzono – jako jedną z 8759 gromad na obszarze Polski – w powiecie zamojskim w woj. lubelskim na mocy uchwały nr 18 WRN w Lublinie z dnia 5 października 1954. W skład jednostki weszły obszary dotychczasowych gromad Michalów, Deszkowice I, Deszkowice II i Rozłopy wieś ze zniesionej gminy Sułów w tymże powiecie. Dla gromady ustalono 27 członków gromadzkiej rady narodowej.
1 stycznia 1969 z gromady Michalów wyłączono wieś Deszkowice I, włączając ją do gromady Sułów w tymże powiecie, po czym gromadę Michalów zniesiono, włączając jej (pozostały) obszar do nowo utworzonej gromady Szczebrzeszyn tamże.